# 第一动画乐园
《第一动画乐园》是中国中央电视台制作的一档少儿节目，2010年7月12日首播，由原《大风车》动画环节和《动画城》合并而成，在中国中央电视台综合频道播出。目前节目的播出时间为周一至周五约17:20-19:00，但有时也会因播出特别节目而做出调整。而中国中央电视台军事·农业频道播出的则是昨晚CCTV-1港澳版的《第一动画乐园》节目的重播，播出时间为11:20-12:27（周六日至12:57结束）。

## 历史
- 《第一动画乐园》的前身为1993年1月16日开播的由中国中央电视台动画部製作的动画专栏节目《红黄蓝》，1994年7月23日更名为《动画城》，是中国中央电视台的一栏名牌动画节目。

- 2010年7月12日与原《大风车》的动画环节（后于2009年9月28日起改在《智慧树》）合并，停播并改名为《第一动画乐园》，同年9月起，节目也由原央视青少节目中心转为综合频道节目中心制作，CCTV-7和CCTV-14相继停播本节目。2015年推出《第一动画乐园》新主题歌《太阳人》。

- 而在中国中央电视台中文国际频道播出的则依然使用《动画城》名称（该节目由综合频道节目中心制作编辑，节目片头沿用原2003版节目片头《快点告诉你》，角标沿用2010版《第一动画乐园》的“太阳脸”），播出时间为每天00:45-01:30（欧洲版）和22:45-23:30（美洲版）（以上均为北京时间，亚洲版已于2010年12月停播）。

- 而CCTV-1港澳版和国内版的《第一动画乐园》编排播出的动画亦有所不同，港澳版播放的动画片以近年热播的动画片为主（此前亦播出过2012年版本的经典动画片，有时是非高清片带），同时港澳版的《第一动画乐园》亦会在CCTV-7午间时段重播（2013年8月起）。在2019年8月1日，随着旧的CCTV-7拆分为新的CCTV-7（国防军事频道）和CCTV-17（农业农村频道），《第一动画乐园》已停止在CCTV-7重播。

## 主持人

### 紅黄藍時期
- 李揚
- 孫曉梅
- 郏捷（小鹿姐姐）

### 動画城時期

#### 前期
- 郏捷（小鹿姐姐）
- 高波（達達狼）
- 徐麗（格里美）
- 苑冉（小蜻蜓）
- 何子然（哆来咪）

#### 後期
- 甜甜 - 女孩子
- 皮皮 - 男孩子
- 伢牙 - 牙齿
- 旺财 - 狗
- 咪咪 - 猫

### 第一动画乐园时期
更名为《第一动画乐园》后，直接播放動画片，不再设有主持人。但在2011年8月1日至2012年12月31日期间，节目预告安排赵一天和杜悦出镜。

## 獎项
- 2003年度中央电视台优秀栏目一等奖[3]
- 第七届“全国电视节目金童奖”优秀栏目奖
- 动画片《哪吒传奇》获第七届“全国电视节目金童奖”动画（长片）一等奖
- 动画片《色啦城里的鬼魂》获第七届“全国电视节目金童奖”动画（短片）二等奖
- 动画片《宝葫芦的秘密》获第19届电视文艺“星光奖”优秀电视动画节目奖。

## 外部連結
- 中央电视台《动画城》主页（页面存档备份，存于）
- 中央电视台《第一动画乐园》主页（页面存档备份，存于）
- 小鹿姐姐
- 哆来咪